# Megalith von Guillay

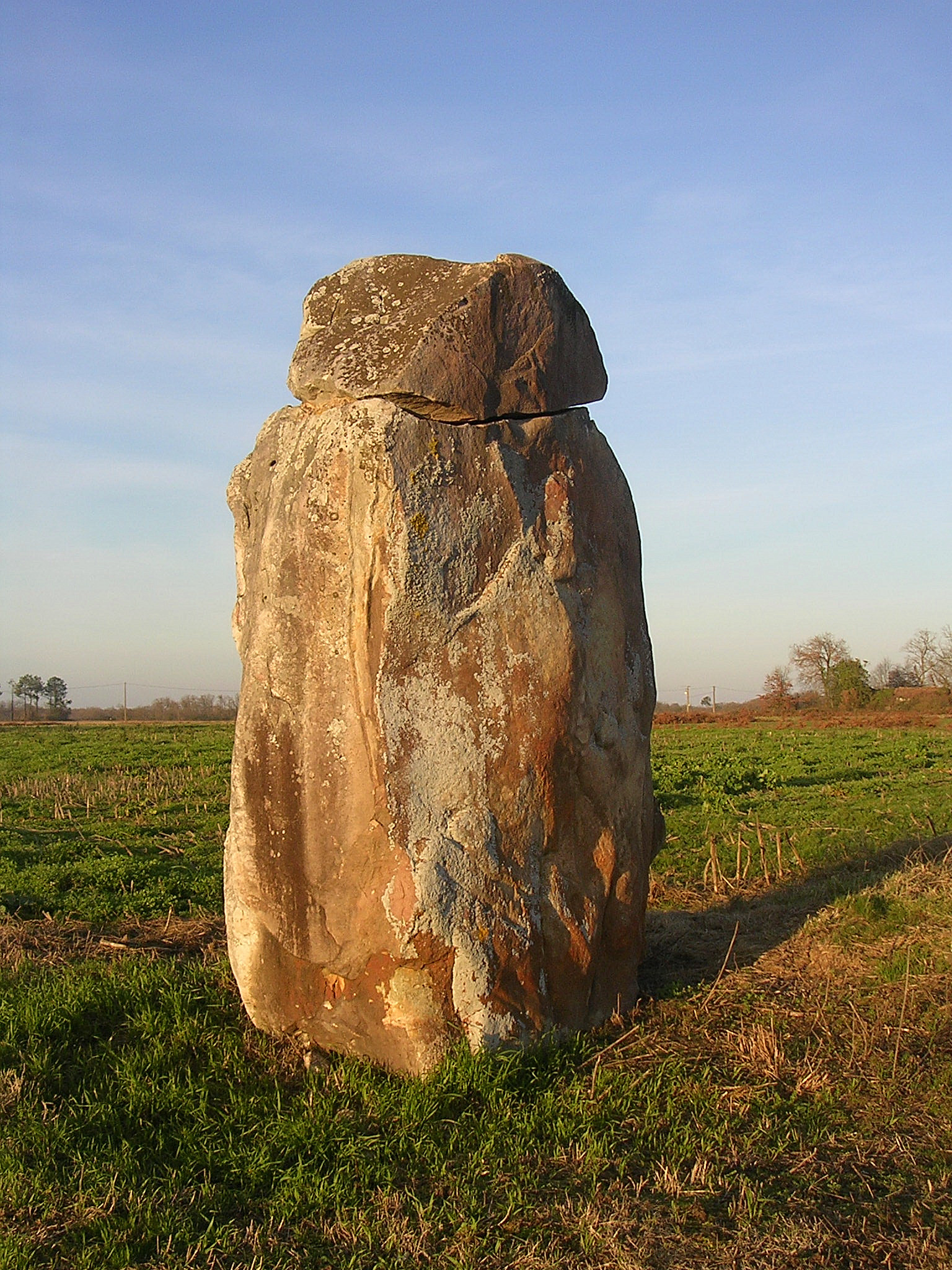
Megalith von Guillay

Der Megalith von Guillay (oder Pierre de Guillay) ist ein Menhir der Bahus-Gruppe in Larrivière-Saint-Savin im Département Landes in Frankreich. Es steht an der Straße D 11 nach Eugénie-les-Bains.
Der neolithische Menhir wurde 1967 im äußersten Süden des Gemeindegebiets bei einer Rodung liegend gefunden. Er besteht aus eozänem Sandstein, ist 3,2 m hoch, 2,2 m breit und 1,0 m dick. Sein Gewicht wird auf 20 Tonnen geschätzt. Die Gemeinde Larrivière ließ ihn in der Nähe des Fundortes aufrichten. Der abgebrochene obere Teil des Monolithen wurde wieder aufgesetzt.
Auf der Südseite hat er im Abstand von 0,50 m von der Oberseite flache primitive Gravuren, die auf der geglätteten Oberfläche erhalten blieben. Robert Arambourou (1914–1989) sieht darin die Darstellung eines Hirsches und eines Streitwagens mit Rad, Achse und Deichsel. Unklar ist, ob die Gravuren bei der ursprünglichen Aufstellung des Steinblocks oder zu einem späteren Zeitpunkt zu Beginn der Bronzezeit entstanden sind. Für Alain Beyneix (* 1972) könnte der langhörnige Vierbeiner ein Rind sein, das an iberische Beispiele erinnert. Die schematischen Motive erinnern ihn an Muster, wie sie ansonsten im Nationalpark Mercantour im Vallée des Merveilles am Mont Bégo üblich sind und kultivierte Felder darstellen könnten.
Es ist seit 1978 als einziger Menhir des Départments als Monument historique eingestuft.